# 町山広美
町山 広美（まちやま ひろみ、女性、1964年12月9日 - ）は、日本の放送作家、コラムニスト。町山広美右衛門の名で活動していた時期もある。ア・コンタ有限会社所属。
在日韓国人1世の父親と、日本人の母親との間に生まれる、兄は映画評論家の町山智浩。元夫はコラムニストの押切伸一。東京都千代田区出身。

## 略歴
- 千代田区立麹町小学校、千代田区立麹町中学校、東京都立戸山高等学校卒業[1]。上智大学文学部哲学科中退。
- テレビ制作会社で2年程、アシスタントディレクター業務を経験。バイトでバニーガールをしていたことも。
- 1984年、放送作家に。佐々木勝俊とも仕事をしていた。
- 1989年、コラム執筆を開始。最初の連載は『テレビブロス』のコラム。

## 担当番組
- 有吉ゼミ
- マツコの知らない世界

## 過去に手掛けた番組
- タモリ倶楽部（空耳アワーを担当。その前身コーナー「あなたにも音楽を」第1回放送（1992年4月）では、安齋肇の前任で「テーマミュージック評論家」（現：ソラミミスト）を担当）
- タモリのボキャブラ天国
- THE夜もヒッパレ
- パパパパPUFFY
- 丹波倶楽部（天の声も兼任、「まちやま広美」としてクレジットされている）
- 地球は女で回ってる?
- ALL THAT JAPAN〜日本まる見えTV〜(フジテレビ、2003年9月28日放送)
- ピカイチ（「構成」ではなく「トランキライザー」としてクレジットされている）
- 24時間テレビ 「愛は地球を救う」BEST HIT 100、ダーツの旅的インタビューなど構成
- ミンナのテレビ
- オジサンズ11
- SUPER SURPRISE
- 魔女たちの22時
- メレンゲの気持ち
- 心ゆさぶれ!先輩ROCK YOU
- さんま&SMAP!美女と野獣のクリスマススペシャル
- アンラッキー研究所
- 中居正広のザ・大年表
- うたうで! おどるで! THE カヴァ☆コラTV
- 1億人の大質問!?笑ってコラえて!
- ZIP!（ブレーンとして参加）
- 幸せ!ボンビーガール（ナレーターも兼任）
- 23時開店!女の談話室 スナックHKB23（BS-TBS、2018年8月- ）
- ミュージックステーション
- 中居大輔と本田翼と夜な夜なラブ子さん

ドラマ
- shin-D　ナツのツボミ（脚本）
- R-17（構成・リサーチ）
- 心療内科医・涼子（シリーズ構成）
- 冷たい月（アドバイザー）
- 女医 NOTHING LASTS FOREVER（アドバイザー）
- 奇跡の人（アドバイザー）

など

## コラム連載
- InRed
- Anan
- 信濃毎日新聞
- Meets
- 朝日新聞

など

## 著書

### 単著
- 『イヤモスキー イヤヨイヤヨモスキノウチ目録』（マガジンハウス、1999年、のち『イヤモスキー イヤヨイヤヨモスキノウチ大全』として文春文庫PLUS、2001年）
- 『怪しいTV欄』（信濃毎日新聞社、2006年）

### 共著
- 『隣家全焼』（ナンシー関と共著、文藝春秋、1998年、のち文春文庫、2001年）
- 『堤防決壊』（ナンシー関と共著、文藝春秋、2000年、のち文春文庫、2002年）
- 『こんな自分と仲良くしたい そんなあんたと仲良くしない』（松田洋子と共著、ミリオン出版、2005年）

### その他
- 『放送作家になろう!』（インタビュー、佐竹大心・ポトマックス著、同文書院、1998年）
- 『ナンシー関 原寸大! 生ハンコ集』（監修、ワニブックス〈ワニプラス〉、2015年）
- 『大邱の夜、ソウルの夜』（解題、ソン・アラム著、吉良佳奈江訳、ころから、2022年）
- 『レオス・カラックス 映画を彷徨うひと』（青山真治と対談、フィルムアート社、2022年）

## メディア出演等
- 23時開店!女の談話室 スナックHKB23 (BS-TBS, 2018年8月10日- )